# Bithia acanthophora
Bithia acanthophora là một loài ruồi trong họ Tachinidae.